# Roitzsch (Dresden)
Roitzsch ist ein Ortsteil im Westen der sächsischen Landeshauptstadt Dresden. Er befindet sich am Stadtrand in der gleichnamigen Gemarkung und gehört zur Ortschaft Gompitz. Roitzsch gilt mit seinen etwa 30 Einwohnern als der bevölkerungsärmste Ortsteil Dresdens.

## Geografie

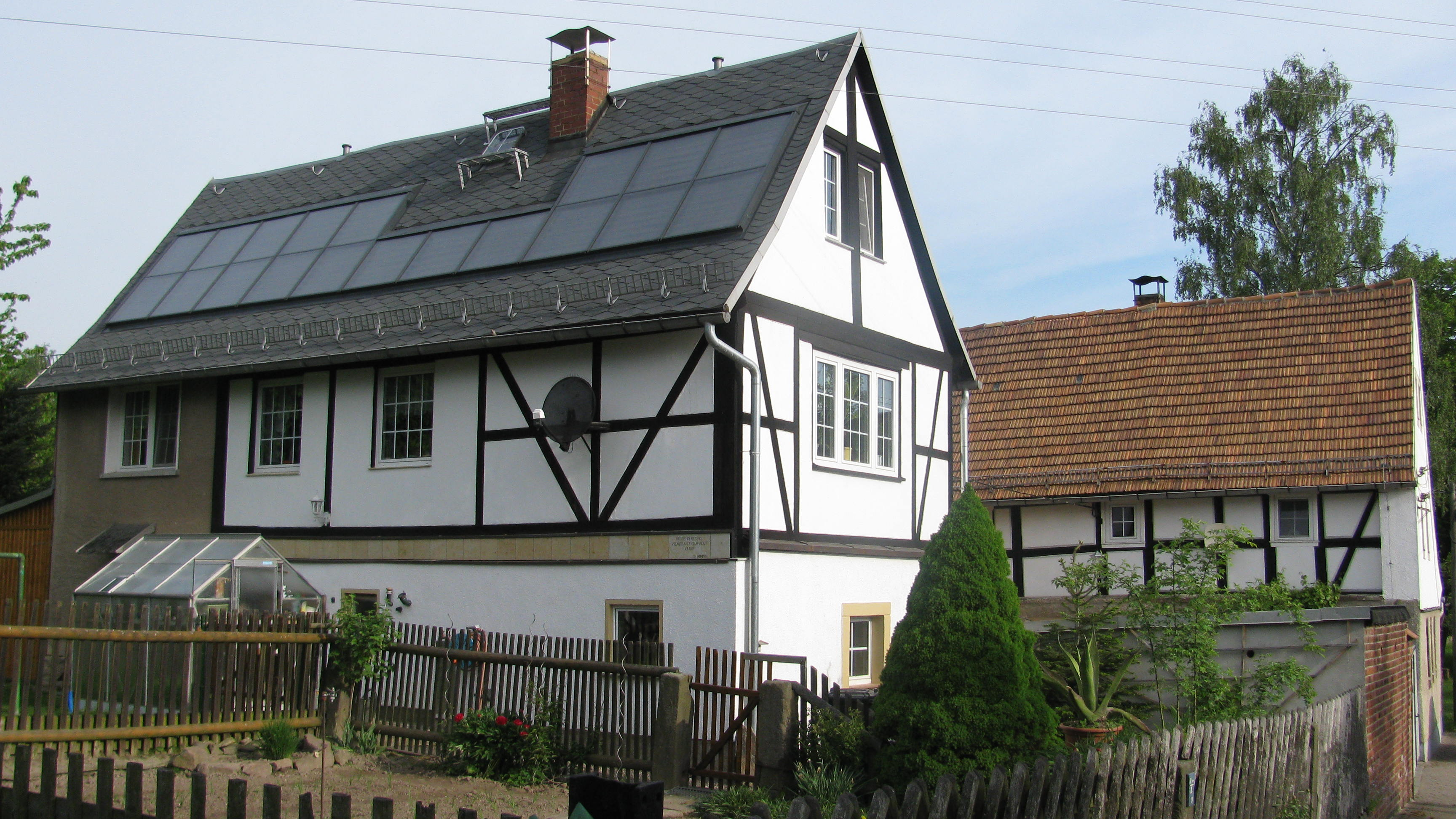
Gebäude im Dorfkern von Roitzsch

Roitzsch liegt 9 km westlich des Dresdner Stadtzentrums, der Inneren Altstadt, auf der linkselbischen, Meißner Hochland genannten Lösshochfläche. Die Ortslage befindet sich in einer Höhe von etwa 285 m ü. NN und übertrifft dabei die Talsohle der Elbe deutlich. Das Gelände fällt nach Osten langsam zum Elbtalkessel hin ab. In Roitzsch nimmt der Roitzscher Dorfbach seinen Ausgang und fließt nach Südosten in Richtung Zschoner Grund. Der Ortsteil Roitzsch hat sich seinen dörflichen Charakter bewahrt, obgleich sich eine Autobahn nur 200 m westlich des Dorfkerns befindet, der heute Roitzscher Dorfstraße heißt. Außerhalb des Dorfkerns, in dem mehrere Bauerngehöfte erhalten blieben, wurden keine neuen Wohnhäuser errichtet. 
Benachbarte Gemarkungen sind die anderen Dresdner Ortsteile Unkersdorf im Westen und Norden sowie Steinbach im Süden. Im Osten grenzt Podemus an, das bereits zur Ortschaft Mobschatz gehört. Roitzsch gehört zum statistischen Stadtteil Gompitz/Altfranken, innerhalb dessen der Ortsteil den statistischen Bezirk 996 Roitzsch bildet. Am westlichen Rand der Gemarkung Roitzsch verläuft die A17, die nur 500 m nördlich der Roitzscher Flurgrenze am Autobahndreieck Dresden-West auf die A4 trifft. Roitzsch wird durch die Kreisstraße 6240 mit Zöllmen und Unkersdorf verbunden; nach Podemus führt außerdem die Roitzscher Landstraße. Einziges öffentliches Verkehrsmittel in Roitzsch ist die Buslinie 330, die durch Satra Eberhardt betrieben wird.

## Geschichte
Der mit einer gelänge- und waldhufenähnlichen Streifenflur ausgestattete Rundling Roitzsch wurde 1071 unter dem Namen Grodice erstmals erwähnt. Eine Urkunde des Meißner Bischofs Benno bestätigte damals die Zugehörigkeit zum Burgward Woz, der sich in Niederwartha befand. Damit zählt Roitzsch zu den am frühesten genannten Dörfern des damaligen Gaus Nisan bzw. der heutigen Region Dresden.
Der Ortsname ist sorbischen Ursprungs und leitet sich ab von *gordъ, dem slawischen Wort für Burg, was auf das frühere Vorhandensein einer Wehranlage hinweist. Andere Quellen bringen Grodice jedoch eher mit Burgstädtel bei Omsewitz in Verbindung; dieser Streitfall ist ferner mit der ungeklärten Ersterwähnung von Ockerwitz vergleichbar. Zweifelsfrei Roitzsch zugeordnet werden können die Bezeichnungen Racschicz und Rocschicz aus dem Jahre 1378, die wohl auf den altsorbischen Personennamen Rok (-an) zurückgehen. Der Ortsname entwickelte sich anschließend im 15. und 16. Jahrhundert über Royczicz, Roczsch und Retzsch weiter. Die heutige Schreibweise taucht 1791 erstmals auf; 1875 trug der Ortsname zur Unterscheidung von anderen sächsischen Orten gleichen Namens den Zusatz bei Wilsdruff.
Bereits in der Jungsteinzeit war das Gebiet besiedelt; die etwa 7.000 Jahre alten Spuren dieser frühen Besiedlung wurden der Bandkeramischen Kultur zugeordnet. Roitzsch selbst entstand wahrscheinlich im 10. Jahrhundert. Am 30. September 1408 wurden mehrere Angehörige der Dresdner Ratsherrenfamilie Busmann durch den Markgrafen Wilhelm II. mit Roitzsch belehnt. Urkunden aus den Jahren 1551, 1696 und 1764 bestätigen die Zugehörigkeit zum Rittergut Scharfenberg, dessen Besitzer, die Herren von Miltitz, bis ins 19. Jahrhundert die Grundherrschaft über Roitzsch ausübten. 

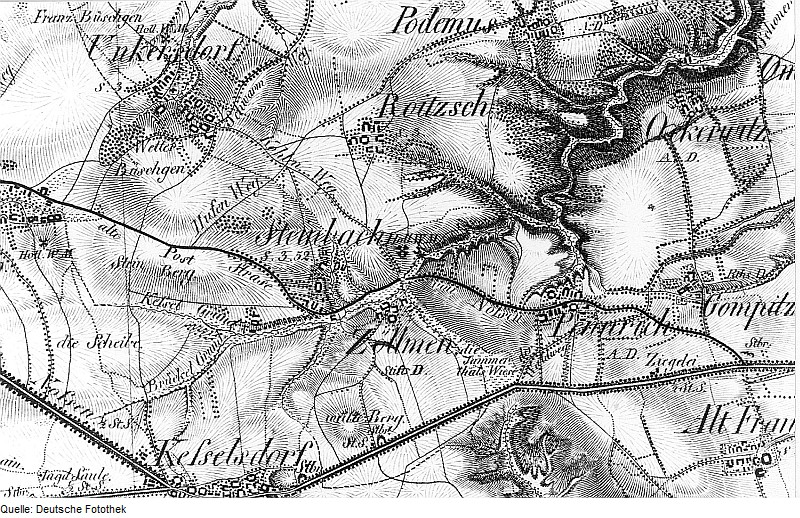
Roitzsch und seine Nachbardörfer auf einer Karte von 1821

Im Zusammenhang mit der Schlacht bei Kesselsdorf kam es 1745 zu andauernden Gefechten in Roitzsch. In unmittelbarer Nähe des Ortes saß damals der Stab der Preußischen Armee unter Leopold I. von Anhalt-Dessau, der hier den letzten und wahrscheinlich größten Sieg seiner Laufbahn erringen konnte. Doch auch während anderer Kriege wurde Roitzsch mehrfach in Mitleidenschaft gezogen. Mitte des 19. Jahrhunderts erhielt es dann den Status einer Landgemeinde mit einer 99 ha großen Flur. Eingepfarrt war der Ort ins benachbarte Unkersdorf und gehörte administrativ zur Amtshauptmannschaft Meißen. Im Laufe der Jahrhunderte hatte er wahrscheinlich nie mehr als 100 Einwohner. 
Wenige Jahre nach dem Zweiten Weltkrieg büßte Roitzsch seine Selbstständigkeit ein. Bereits am 1. Juli 1950 wurde es mit Steinbach nach Unkersdorf eingemeindet. Im Jahre 1974 kam es schließlich mit diesem zur Gemeinde Gompitz. In den 1950er Jahren wurde außerdem die Landwirtschaft zwangskollektiviert und eine LPG gegründet, die sich später mit anderen Genossenschaften zusammenschloss. Durch die Auflösung des Kreises Dresden-Land zum 1. Januar 1996 wurde Roitzsch als Teil von Gompitz an den Landkreis Meißen angegliedert und schließlich am 1. Januar 1999 nach Dresden eingemeindet.

### Einwohnerentwicklung
| Jahr    | Einwohner                    |
| ------- | ---------------------------- |
| 1547/51 | 4 besessene Mann, 6 Inwohner |
| 1764    | 4 besessene Mann, 2 Gärtner  |
| 1834    | 60                           |
| 1871    | 59                           |
| 1890    | 55                           |
| 1910    | 74                           |
| 1925    | 78                           |
| 1939    | 56                           |
| 1946    | 79                           |
| 1990    | siehe Gompitz (Ortschaft)    |

## Persönlichkeiten
- Albert Carl Koch (1804–1867), Fossiliensammler